# 玉ノ川脇太郎
玉ノ川 脇太郎（たまのかわ わきたろう、1885年4月2日 - 1924年11月20日）は、現在の東京都あきる野市（当時は神奈川県）出身で佐渡ヶ嶽部屋、伊勢ノ海部屋に所属した力士。本名は加藤 脇太郎。9代佐渡ヶ嶽。164cm、79kg。最高位は西前頭17枚目。

## 経歴
1903年1月初土俵、1911年6月十両昇進。またこの時から二枚鑑札。1915年6月に入幕したが、在位2場所に終わり、その後は十両に低迷した為、1918年5月引退した。年寄専任となったが、若くして亡くなった。小兵であり、もぐらなければ相撲にならなかった。

## 成績
- 幕内2場所5勝13敗1休1預

## 改名
改名歴なし